# 酒井英行
酒井 英行（さかい ひでゆき、1949年4月 - ）は、日本近現代文学研究者、静岡大学教授。
岡山県生まれ。1973年早稲田大学文学部日本文学科卒業、1976年同大学院修士課程修了。1978年早稲田大学高等学院教諭、1986年藤女子短期大学専任講師、助教授、1991年静岡大人文学部助教授を経て教授。
はじめ夏目漱石、内田百閒など近代文学を論じたが、のち村上春樹など現代文学を論じるようになる。

## 著書
- 『漱石その陰翳』有精堂出版 1990年 のち沖積舎
- 『芥川竜之介作品の迷路』有精堂出版 1993年 のち沖積舎
- 『内田百閒 〈百鬼〉の愉楽』有精堂出版 1993年 のち沖積舎
- 『百間愛の歩み・文学の歩み』有精堂出版 1995年 のち沖積舎
- 『宮本輝論』翰林書房 1998年
- 『村上春樹分身との戯れ』翰林書房 2001年
- 『『ノルウェイの森』の村上春樹』沖積舎 2004年
- 『女であること 宮本輝論』沖積舎 2004年

## 共編著
- 「内田百閒 夢と笑い』編 有精堂出版(日本文学研究資料新集)　1986年
- 『『ダンス・ダンス・ダンス』解体新書 座談会村上春樹』 沖積舎 2007年
- 『村上春樹を語る 世界の終りとハードボイルド・ワンダーランド 沖積舎 2008年
- 『江國香織を語る 「異性愛神話」は崩壊したのか?』沖積舎 2008年
- 『江國香織 ホリー・ガーデン』 沖積舎 2008年
- 『藤沢周平を語る 『蝉しぐれ』のことなど』 沖積舎 2009年
- 『ノルウェイの森』を語る』 沖積舎 2009年
- 『村上春樹『ノルウェイの森』の研究』堀口真利子共著 沖積舎　2011年